# Freestyle-Skiing-Weltcup 1990/91
Die Saison 1990/91 war die 12. Saison des von der Fédération Internationale de Ski (FIS) veranstalteten Freestyle-Skiing-Weltcups. Sie begann am 30. November 1990 in La Plagne und endete am 23. März 1991 am Hundfjället. Ausgetragen wurden Wettbewerbe in den Disziplinen Aerials (Springen), Moguls (Buckelpiste), Ballett und in der Kombination.
Höhepunkt der Saison waren die Weltmeisterschaften 1991 in Lake Placid.

## Männer

### Weltcupwertungen
| Rang | Name              | Punkte |
| ---- | ----------------- | ------ |
| 1.   | Éric Laboureix    | 49     |
| 2.   | Youri Gilg        | 47     |
| 3.   | Trace Worthington | 45     |
| 4.   | Jeff Violo        | 28     |
| 5.   | Hugo Bonatti      | 25     |
| 6.   | Rune Kristiansen  | 25     |
| 7.   | Edgar Grospiron   | 24     |
| 8.   | Lane Spina        | 24     |
| 9.   | Philippe Laroche  | 23     |
| 10.  | Didier Méda       | 23     |

| Rang | Name                 | Punkte |
| ---- | -------------------- | ------ |
| 1.   | Philippe Laroche     | 210    |
| 2.   | Didier Méda          | 206    |
| 3.   | Jean-Marc Bacquin    | 202    |
| 4.   | Kris Feddersen       | 198    |
| 5.   | Trace Worthington    | 194    |
| 6.   | Sébastien Foucras    | 174    |
| 7.   | Jean-Damien Climonet | 173    |
| 8.   | Alexander Stögner    | 172    |
| 9.   | Alexis Blanc         | 152    |
| 10.  | Chip Milner          | 144    |

| Rang | Name               | Punkte |
| ---- | ------------------ | ------ |
| 1.   | Edgar Grospiron    | 192    |
| 2.   | Hans Engelsen Eide | 182    |
| 3.   | Éric Berthon       | 180    |
| 4.   | Olivier Allamand   | 177    |
| 5.   | Nelson Carmichael  | 176    |
| 6.   | John Smart         | 163    |
| 7.   | Jean-Luc Brassard  | 157    |
| 8.   | Chuck Martin       | 156    |
| 9.   | Youri Gilg         | 154    |
| 10.  | Bruno Bertrand     | 145    |

| Rang | Name               | Punkte |
| ---- | ------------------ | ------ |
| 1.   | Rune Kristiansen   | 223    |
| 2.   | Lane Spina         | 213    |
| 3.   | Dave Walker        | 201    |
| 4.   | Roberto Franco     | 197    |
| 5.   | Armin Weiß         | 191    |
| 6.   | Richard Pierce     | 186    |
| 7.   | Heini Baumgartner  | 183    |
| 8.   | Fabrice Becker     | 182    |
| 9.   | Jeff Wintersteen   | 165    |
| 10.  | Hermann Reitberger | 159    |

| Rang | Name              | Punkte |
| ---- | ----------------- | ------ |
| 1.   | Éric Laboureix    | 117    |
| 2.   | Trace Worthington | 115    |
| 3.   | Youri Gilg        | 111    |
| 4.   | Jeff Violo        | 99     |
| 5.   | Martí Rafel       | 82     |
| 6.   | Hugo Bonatti      | 65     |
| 7.   | Sergei Schuplezow | 41     |
| 8.   | David Belhumeur   | 36     |
| 9.   | Ginjiro Nakano    | 21     |
| 10.  | Murray Cluff      | 13     |

### Podestplätze

#### Moguls
| Datum             | Ort          | Disz. | 1. Platz          | 2. Platz           | 3. Platz           |
| ----------------- | ------------ | ----- | ----------------- | ------------------ | ------------------ |
| 30. November 1990 | La Plagne    | MO    | Edgar Grospiron   | Hans Engelsen Eide | Éric Berthon       |
| 6. Dezember 1990  | Tignes       | MO    | Éric Berthon      | Edgar Grospiron    | Hans Engelsen Eide |
| 15. Dezember 1990 | Zermatt      | MO    | John Smart        | Éric Berthon       | Olivier Allamand   |
| 12. Januar 1991   | Blackcomb    | MO    | Nelson Carmichael | Christian Marcoux  | Hans Engelsen Eide |
| 18. Januar 1991   | Breckenridge | MO    | Edgar Grospiron   | Hans Engelsen Eide | John Smart         |
| 19. Januar 1991   | Breckenridge | MO    | Edgar Grospiron   | Jean-Luc Brassard  | Youri Gilg         |
| 2. Februar 1991   | Mont Gabriel | MO    | Jean-Luc Brassard | Youri Gilg         | Nelson Carmichael  |
| 20. Februar 1991  | La Clusaz    | MO    | Olivier Allamand  | Éric Berthon       | Hans Engelsen Eide |
| 25. Februar 1991  | Skole        | MO    | Edgar Grospiron   | John Smart         | Chuck Martin       |
| 9. März 1991      | Voss         | MO    | Olivier Allamand  | Hans Engelsen Eide | Nelson Carmichael  |
| 16. März 1991     | Pyhätunturi  | MO    | Nelson Carmichael | Sergei Schuplezow  | Edgar Grospiron    |
| 23. März 1991     | Hundfjället  | MO    | Youri Gilg        | Leif Persson       | Edgar Grospiron    |

#### Aerials
| Datum             | Ort          | Disz. | 1. Platz          | 2. Platz          | 3. Platz             |
| ----------------- | ------------ | ----- | ----------------- | ----------------- | -------------------- |
| 1. Dezember 1990  | La Plagne    | AE    | Michel Roth       | Lloyd Langlois    | Alexander Stögner    |
| 7. Dezember 1990  | Tignes       | AE    | Lloyd Langlois    | Philippe Laroche  | Trace Worthington    |
| 16. Dezember 1990 | Zermatt      | AE    | Philippe Laroche  | Jean-Marc Bacquin | Chip Milner          |
| 21. Dezember 1990 | Piancavallo  | AE    | Kris Feddersen    | Philippe Laroche  | Jean-Marc Bacquin    |
| 13. Januar 1991   | Blackcomb    | AE    | Lloyd Langlois    | Jean-Marc Bacquin | Jean-Damien Climonet |
| 20. Januar 1991   | Breckenridge | AE    | Philippe Laroche  | Nicolas Fontaine  | Kris Feddersen       |
| 3. Februar 1991   | Mont Gabriel | AE    | Philippe Laroche  | Lloyd Langlois    | Jean-Marc Rozon      |
| 21. Februar 1991  | La Clusaz    | AE    | Didier Méda       | Trace Worthington | Jean-Marc Bacquin    |
| 26. Februar 1991  | Skole        | AE    | Trace Worthington | Kris Feddersen    | Andrej Lisitskij     |
| 3. März 1991      | Oberjoch     | AE    | Didier Méda       | Philippe Laroche  | Kris Feddersen       |
| 10. März 1991     | Voss         | AE    | Didier Méda       | Alexander Stögner | Trace Worthington    |
| 17. März 1991     | Pyhätunturi  | AE    | Didier Méda       | Jean-Marc Bacquin | Alexis Blanc         |
| 21. März 1991     | Hundfjället  | AE    | Philippe Laroche  | Kris Feddersen    | Jean-Damien Climonet |

#### Ballett
| Datum             | Ort          | Disz. | 1. Platz           | 2. Platz           | 3. Platz         |
| ----------------- | ------------ | ----- | ------------------ | ------------------ | ---------------- |
| 2. Dezember 1990  | La Plagne    | AC    | Hermann Reitberger | Rune Kristiansen   | Lane Spina       |
| 8. Dezember 1990  | Tignes       | AC    | Roberto Franco     | Lane Spina         | Rune Kristiansen |
| 14. Dezember 1990 | Zermatt      | AC    | Lane Spina         | Heini Baumgartner  | Armin Weiß       |
| 20. Dezember 1990 | Piancavallo  | AC    | Rune Kristiansen   | Lane Spina         | Dave Walker      |
| 11. Januar 1991   | Blackcomb    | AC    | Rune Kristiansen   | Hermann Reitberger | Roberto Franco   |
| 17. Januar 1991   | Breckenridge | AC    | Rune Kristiansen   | Lane Spina         | Dave Walker      |
| 1. Februar 1991   | Mont Gabriel | AC    | Rune Kristiansen   | Hermann Reitberger | Dave Walker      |
| 19. Februar 1991  | La Clusaz    | AC    | Rune Kristiansen   | Hermann Reitberger | Fabrice Becker   |
| 24. Februar 1991  | Skole        | AC    | Rune Kristiansen   | Roberto Franco     | Dave Walker      |
| 2. März 1991      | Oberjoch     | AC    | Hermann Reitberger | Rune Kristiansen   | Fabrice Becker   |
| 8. März 1991      | Voss         | AC    | Richard Pierce     | Dave Walker        | Rune Kristiansen |
| 14. März 1991     | Pyhätunturi  | AC    | Rune Kristiansen   | Lane Spina         | Dave Walker      |
| 22. März 1991     | Hundfjället  | AC    | Lane Spina         | Rune Kristiansen   | Armin Weiß       |

#### Kombination
| Datum             | Ort          | Disz. | 1. Platz          | 2. Platz          | 3. Platz          |
| ----------------- | ------------ | ----- | ----------------- | ----------------- | ----------------- |
| 2. Dezember 1990  | La Plagne    | CO    | Sergei Schuplezow | Trace Worthington | Martí Rafel       |
| 8. Dezember 1990  | Tignes       | CO    | Trace Worthington | Sergei Schuplezow | Jeff Violo        |
| 16. Dezember 1990 | Zermatt      | CO    | Youri Gilg        | Trace Worthington | Jeff Violo        |
| 13. Januar 1991   | Blackcomb    | CO    | Éric Laboureix    | Youri Gilg        | Murray Cluff      |
| 19. Januar 1991   | Breckenridge | CO    | Trace Worthington | Youri Gilg        | Martí Rafel       |
| 20. Januar 1991   | Breckenridge | CO    | Éric Laboureix    | Youri Gilg        | Trace Worthington |
| 3. Februar 1991   | Mont Gabriel | CO    | Trace Worthington | Youri Gilg        | Jeff Violo        |
| 21. Februar 1991  | La Clusaz    | CO    | Éric Laboureix    | Trace Worthington | Youri Gilg        |
| 26. Februar 1991  | Skole        | CO    | Éric Laboureix    | Trace Worthington | Jeff Violo        |
| 10. März 1991     | Voss         | CO    | Éric Laboureix    | Trace Worthington | Youri Gilg        |
| 17. März 1991     | Pyhätunturi  | CO    | Éric Laboureix    | Trace Worthington | Youri Gilg        |
| 23. März 1991     | Hundfjället  | CO    | Éric Laboureix    | Youri Gilg        | David Belhumeur   |

## Frauen

### Weltcupwertungen
| Rang | Name                 | Punkte |
| ---- | -------------------- | ------ |
| 1.   | Conny Kissling       | 26     |
| 2.   | Jilly Curry          | 14     |
| 3.   | Maja Schmid          | 13     |
| 4.   | Donna Weinbrecht     | 12     |
| 5.   | Kristean Porter      | 12     |
| 6.   | Elfie Simchen        | 11     |
| 7.   | Jan Bucher           | 11     |
| 8.   | Kirstie Marshall     | 11     |
| 9.   | Ellen Breen          | 11     |
| 10.  | Stine Lise Hattestad | 10     |

| Rang | Name                | Punkte |
| ---- | ------------------- | ------ |
| 1.   | Elfie Simchen       | 101    |
| 2.   | Kirstie Marshall    | 97     |
| 3.   | Colette Brand       | 81     |
| 4.   | Hilde Synnøve Lid   | 77     |
| 5.   | Marie Lindgren      | 70     |
| 6.   | Jilly Curry         | 59     |
| 7.   | Liselotte Johansson | 53     |
| 8.   | Sabine Horvath      | 47     |
| 9.   | Sue Michalski-Cagen | 40     |
| 10.  | Lina Tscherjasowa   | 39     |

| Rang | Name                     | Punkte |
| ---- | ------------------------ | ------ |
| 1.   | Donna Weinbrecht         | 95     |
| 2.   | Stine Lise Hattestad     | 78     |
| 3.   | LeeLee Morrison          | 75     |
| 4.   | Raphaëlle Monod          | 72     |
| 5.   | Maggie Connor            | 60     |
| 6.   | Tatjana Mittermayer      | 60     |
| 7.   | Birgit Stein-Keppler     | 60     |
| 8.   | Silvia Marciandi         | 57     |
| 9.   | Jelisaweta Koschewnikowa | 56     |
| 10.  | Petra Moroder            | 50     |

| Rang | Name           | Punkte |
| ---- | -------------- | ------ |
| 1.   | Conny Kissling | 108    |
| 2.   | Jan Bucher     | 99     |
| 3.   | Ellen Breen    | 96     |
| 4.   | Cathy Féchoz   | 85     |
| 5.   | Julia Snell    | 74     |
| 6.   | Åsa Magnusson  | 70     |
| 7.   | Nadège Ferrier | 57     |
| 8.   | Sharon Petzold | 49     |
| 9.   | Maja Schmid    | 46     |
| 10.  | Monika Kamber  | 40     |

| Rang | Name             | Punkte |
| ---- | ---------------- | ------ |
| 1.   | Conny Kissling   | 64     |
| 2.   | Jilly Curry      | 55     |
| 3.   | Maja Schmid      | 50     |
| 4.   | Kristean Porter  | 46     |
| 5.   | Katherina Kubenk | 42     |
| 6.   | Kylie Gill       | 15     |
| 7.   | Tarsha Ebbern    | 4      |
| 7.   | Maria Kriachtewa | 4      |

### Podestplätze

#### Moguls
| Datum             | Ort          | Disz. | 1. Platz                 | 2. Platz                 | 3. Platz             |
| ----------------- | ------------ | ----- | ------------------------ | ------------------------ | -------------------- |
| 30. November 1990 | La Plagne    | MO    | Raphaëlle Monod          | Donna Weinbrecht         | Stine Lise Hattestad |
| 6. Dezember 1990  | Tignes       | MO    | Jelisaweta Koschewnikowa | Raphaëlle Monod          | Stine Lise Hattestad |
| 15. Dezember 1990 | Zermatt      | MO    | Donna Weinbrecht         | Raphaëlle Monod          | Stine Lise Hattestad |
| 12. Januar 1991   | Blackcomb    | MO    | Donna Weinbrecht         | Raphaëlle Monod          | Maggie Connor        |
| 18. Januar 1991   | Breckenridge | MO    | Donna Weinbrecht         | Birgit Stein-Keppler     | Silvia Marciandi     |
| 19. Januar 1991   | Breckenridge | MO    | Donna Weinbrecht         | Raphaëlle Monod          | Tatjana Mittermayer  |
| 2. Februar 1991   | Mont Gabriel | MO    | Donna Weinbrecht         | Jelisaweta Koschewnikowa | Tatjana Mittermayer  |
| 20. Februar 1991  | La Clusaz    | MO    | Donna Weinbrecht         | Maggie Connor            | Tatjana Mittermayer  |
| 25. Februar 1991  | Skole        | MO    | Jelisaweta Koschewnikowa | LeeLee Morrison          | Donna Weinbrecht     |
| 9. März 1991      | Voss         | MO    | LeeLee Morrison          | Donna Weinbrecht         | Stine Lise Hattestad |
| 16. März 1991     | Pyhätunturi  | MO    | Jelisaweta Koschewnikowa | LeeLee Morrison          | Donna Weinbrecht     |
| 23. März 1991     | Hundfjället  | MO    | Donna Weinbrecht         | Stine Lise Hattestad     | LeeLee Morrison      |

#### Aerials
| Datum             | Ort          | Disz. | 1. Platz            | 2. Platz          | 3. Platz               |
| ----------------- | ------------ | ----- | ------------------- | ----------------- | ---------------------- |
| 1. Dezember 1990  | La Plagne    | AE    | Sabine Horvath      | Jodie Spiegel     | Hilde Synnøve Lid      |
| 7. Dezember 1990  | Tignes       | AE    | Catherine Lombard   | Elfie Simchen     | Kirstie Marshall       |
| 16. Dezember 1990 | Zermatt      | AE    | Liselotte Johansson | Hilde Synnøve Lid | Elfie Simchen          |
| 21. Dezember 1990 | Piancavallo  | AE    | Elfie Simchen       | Kirstie Marshall  | Sue Michalski-Cagen    |
| 13. Januar 1991   | Blackcomb    | AE    | Kirstie Marshall    | Marie Lindgren    | Colette Brand          |
| 20. Januar 1991   | Breckenridge | AE    | Marie Lindgren      | Kirstie Marshall  | Elfie Simchen          |
| 3. Februar 1991   | Mont Gabriel | AE    | Elfie Simchen       | Lina Tscherjasowa | Kirstie Marshall       |
| 21. Februar 1991  | La Clusaz    | AE    | Sabine Horvath      | Conny Kissling    | Hilde Synnøve Lid      |
| 26. Februar 1991  | Skole        | AE    | Kirstie Marshall    | Lina Tscherjasowa | Wassilissa Sementschuk |
| 3. März 1991      | Oberjoch     | AE    | Sonja Reichart      | Elfie Simchen     | Kirstie Marshall       |
| 10. März 1991     | Voss         | AE    | Elfie Simchen       | Kirstie Marshall  | Hilde Synnøve Lid      |
| 17. März 1991     | Pyhätunturi  | AE    | Elfie Simchen       | Colette Brand     | Lina Tscherjasowa      |
| 21. März 1991     | Hundfjället  | AE    | Colette Brand       | Elfie Simchen     | Kirstie Marshall       |

#### Ballett
| Datum             | Ort          | Disz. | 1. Platz       | 2. Platz       | 3. Platz       |
| ----------------- | ------------ | ----- | -------------- | -------------- | -------------- |
| 2. Dezember 1990  | La Plagne    | AC    | Cathy Féchoz   | Jan Bucher     | Ellen Breen    |
| 8. Dezember 1990  | Tignes       | AC    | Conny Kissling | Ellen Breen    | Jan Bucher     |
| 14. Dezember 1990 | Zermatt      | AC    | Conny Kissling | Jan Bucher     | Åsa Magnusson  |
| 20. Dezember 1990 | Piancavallo  | AC    | Conny Kissling | Jan Bucher     | Cathy Féchoz   |
| 11. Januar 1991   | Blackcomb    | AC    | Conny Kissling | Jan Bucher     | Ellen Breen    |
| 17. Januar 1991   | Breckenridge | AC    | Conny Kissling | Jan Bucher     | Ellen Breen    |
| 1. Februar 1991   | Mont Gabriel | AC    | Conny Kissling | Jan Bucher     | Ellen Breen    |
| 19. Februar 1991  | La Clusaz    | AC    | Ellen Breen    | Conny Kissling | Cathy Féchoz   |
| 24. Februar 1991  | Skole        | AC    | Conny Kissling | Cathy Féchoz   | Sharon Petzold |
| 2. März 1991      | Oberjoch     | AC    | Conny Kissling | Ellen Breen    | Nadège Ferrier |
| 8. März 1991      | Voss         | AC    | Ellen Breen    | Jan Bucher     | Conny Kissling |
| 14. März 1991     | Pyhätunturi  | AC    | Conny Kissling | Jan Bucher     | Åsa Magnusson  |
| 22. März 1991     | Hundfjället  | AC    | Conny Kissling | Jan Bucher     | Ellen Breen    |

#### Kombination
| Datum             | Ort          | Disz. | 1. Platz       | 2. Platz        | 3. Platz         |
| ----------------- | ------------ | ----- | -------------- | --------------- | ---------------- |
| 2. Dezember 1990  | La Plagne    | CO    | Jilly Curry    | Kristean Porter | Katherina Kubenk |
| 8. Dezember 1990  | Tignes       | CO    | Conny Kissling | Jilly Curry     | Katherina Kubenk |
| 16. Dezember 1990 | Zermatt      | CO    | Conny Kissling | Maja Schmid     | Katherina Kubenk |
| 13. Januar 1991   | Blackcomb    | CO    | Conny Kissling | Maja Schmid     | Jilly Curry      |
| 19. Januar 1991   | Breckenridge | CO    | Conny Kissling | Jilly Curry     | Maja Schmid      |
| 20. Januar 1991   | Breckenridge | CO    | Conny Kissling | Kristean Porter | Jilly Curry      |
| 3. Februar 1991   | Mont Gabriel | CO    | Conny Kissling | Jilly Curry     | Katherina Kubenk |
| 21. Februar 1991  | La Clusaz    | CO    | Conny Kissling | Maja Schmid     | Jilly Curry      |
| 26. Februar 1991  | Skole        | CO    | Conny Kissling | Maja Schmid     | Kristean Porter  |
| 10. März 1991     | Voss         | CO    | Conny Kissling | Jilly Curry     | Kylie Gill       |
| 17. März 1991     | Pyhätunturi  | CO    | Conny Kissling | Jilly Curry     | Maja Schmid      |
| 23. März 1991     | Hundfjället  | CO    | Conny Kissling | Kristean Porter | Jilly Curry      |